# Quận II, Budapest
Quận II, Budapest là một quận thuộc hạt főváros, Hungary. Quận này có diện tích 36,34 km², dân số năm 2010 là 88043 người, mật độ 2423 người/km².